# ريكاردو جوالا
ريكاردو جوالا (بالإيطالية: Riccardo Gaiola)‏ هو لاعب كرة قدم إيطالي في مركز الوسط، ولد في 1 أبريل 1996 في بادوفا في إيطاليا. شارك مع منتخب إيطاليا تحت 16 سنة لكرة القدم. أما مع النوادي، فقد لعب مع إنتر ميلان ونادي براتو.

## وصلات خارجية
- ريكاردو جوالا على موقع قاعدة بيانات كرة القدم.إي يو (الإنجليزية)
- ريكاردو جوالا على موقع Soccerway.com (الإنجليزية)